# LGBT práva v Evropské unii

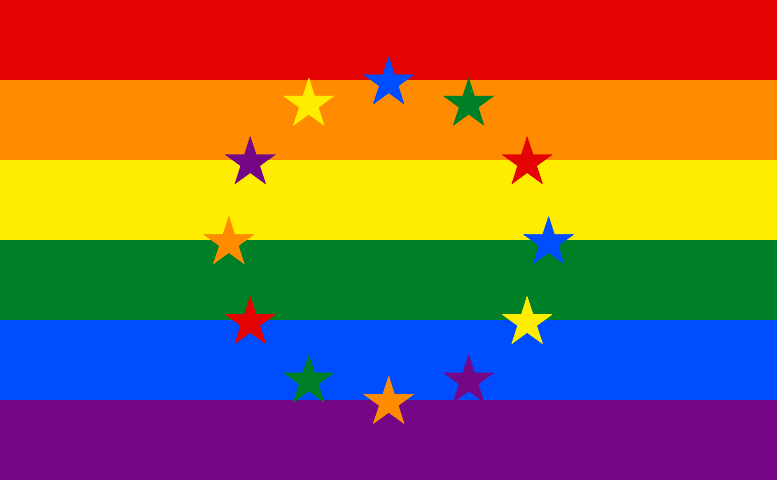
Neoficiální duhová vlajka EU

LGBT práva v Evropské unii jsou chráněná primárním evropským právem a právem EU. Pohlavní styk mezi osobami stejného pohlaví je legální ve všech členských zemích. V celé EU je taktéž nelegální diskriminace sexuálních menšin na pracovišti od r. 2000. Pokud jde ale o další aspekty LGBT práv – registrované partnerství, stejnopohlavní manželství a homoparentální osvojování – zaujímají k ní členské státy různý přístup.

## Zřizovací smlouvy
Ratifikace Amsterodamské smlouvy v r. 1999 přinesla do právního řádu členských zemí určité změny a sice boj s diskriminací jiných sexuálních orientací.
Dále článek 21 Listiny základních práv Evropské unie potvrzuje, že veškerá diskriminace jiných sexuálních orientací by měla být nepřípustná. Listina byla schválená v r. 2000. Právní závaznost získala spolu se vstupem Lisabonské smlouvy v platnost 1. prosince 2009.

## Legislativní ochrana

LGBT rights in the European Union

Následujíc po přijetí výše zmíněných principů Amsterodamské smlouvy byla v r. 2000 přijatá rámcová směrnice o rovném zacházení na pracovišti a v povolání. Tato směrnice zavázala všechny členské země EU přijmout do tří let zákonné opatření proti diskriminaci v pracovněprávních vztazích. Neoddělitelnou součástí této nové legislativy byla i ochrana jiných sexuálních orientací.
Občané EU takto získali právní ochranu před odmítnutím přijetí do pracovního poměru nebo výpovědí z pracovního poměru z důvodu jejich sexuální orientace. Směrnice garantuje zaměstnancům jiné sexuální orientace také ochranu před obtěžováním a jinak nepříznivými podmínkami na pracovišti. Nezahrnuje však odpírání zdravotní péče, nerovné zacházení v ubytovacích službách (např. neposkytnutí dvoulůžkového pokoje stejnopohlavním párům), ochranu před školní šikanou a ostatní hospodářská, sociální a kulturní práva (pozůstalostní důchody, ošetřovné při péči o nemocného partnera). Právo EU garantuje v těchto případech ochranu pouze jinému pohlaví nebo rase.

### Navržená směrnice
Navržená evropská anti-diskriminační legislativa by zakázala diskriminaci i ve věcech sociální péče, sociálních výhod, přístupu ke vzdělání, přístupu ke zboží a službám na základě náboženství, tělesného či duševního postižení, věku a sexuální orientace. Tato směrnice byla odmítnutá Radou EU navzdory silné podpoře v Evropském parlamentu.

### Práva transgender
Právo EU zaujímá k transgender problematice různorodý přístup. Přestože přijal Evropský parlament rezoluci o ochraně práv translidí na začátku r. 1989, není transgender identita dosud začleněná do žádné zřizovací smlouvy EU. Nezmiňuje se o ní ani zákon o Evropském institutu pro genderovou rovnost, ačkoliv obsahuje jinou sexuální orientaci. Každopádně precedentní právo Soudního dvoru Evropské unie v Lucemburku pamatuje na určitou ochranu v interpretaci diskriminace na základě pohlaví, kterou lze částečně uplatnit i na osoby se změněnou pohlaví identititou. Tedy veškeré zákony EU o pohlavní diskriminaci lze aplikovat i na jiné genderové identity. V r. 2002 byla doplněná směrnice o rovném zacházení z r. 1976 o genderovou identitu.

### Jiné akce
V letech 2001-2006 vydal Program komunitní akce pro boj s diskriminací 100 milionů eur na boj s diskriminací různých skupin, včetně jiných sexuálních orientací.
V r. 2009 se Evropská komise postavila proti homofobnímu zákonu přijatému v Litvě. Zdůraznila svojí podporu festivalům gay pride nejen v Litvě, ale i dalších zemích. Dodala, že zákazy konání podobných akcí v členských zemích se neobejdou bez následků.

## Mezinárodní vztahy
V červnu 2010 se Rada EU dohodla na nezávazném doporučení na podporu na LGBT lidských práv.
V červnu 2013 se toto doporučení přetransformovalo na závazné rozhodnutí, podle něhož je veškerá diplomacie EU povinná hájit lidská práva LGBTI na celém světě.

## Stejnopohlavní svazky
Stejnopohlavní manželství bylo legalizované v Belgii, Dánsku, ve Finsku, ve Francii, v Irsku, Lucembursku, na Maltě, Německu, v Nizozemsku, Portugalsku, Španělsku, Švédsku a Spojeném království (vyjma Gibraltaru a Severního Irska). V Rakousku bude stejnopohlavní manželství legální z rozhodnutí Ústavního soudu od 1. ledna 2019. Registrované partnerství bylo legalizované v Rakousku, Itálii, Belgii, Chorvatsku, na Kypru, v Česku, Estonsku, Finsku, Francii, Německu, Řecku, Maďarsku, na Maltě, v Nizozemsku, ve Slovinsku a ve Spojeném království. V případě Dánska a Švédska byl předcházející institut registrovaného partnerství (Dánsko 1989-2012, Švédsko 1995-2009) zrušen po přijetí stejnopohlavního manželství. Stávající registrovaná partnerství tamní zákony stále uznávají.
V Rakousku, Německu, Maďarsku a Itálii se na téma stejnopohlavní manželství vedou politické diskuse. Itálie, která byla poslední zemí zakladatelských 15, legalizovala registrované partnerství v květnu 2016. Bulharsko, Chorvatsko, Maďarsko, Lotyšsko, Litva, Polsko a Slovensko mají v ústavě manželství definované jako svazek jednoho muže a jedné ženy.
Právo EU zavazuje všechny členské státy, které legalizovaly stejnopohlavní partnerství uznávat i mezinárodně uzavřená partnerství pro účely svobody pohybu. Evropský parlament taktéž přijal zprávu volající po vzájemném uznávání.
Na základě precedentu rozhodnutí Soudního dvoru Evropské unie opřeném o směrnici o rovném zacházení mají zaměstnanci žijící v registrovaném partnerství právo na stejné zaměstnanecké benefity jako zaměstnanci žijící v manželství (týká se pouze těch členských zemí, které nelegalizovaly stejnopohlavní manželství). V pozadí tohoto principu přijatého v r. 2008 byla kauza Tadao Maruko vs. Versorgungsanstalt der deutschen Bühnen týkající se Němce žijícího v registrovaném životním partnerství (Eigentragene Lebenspartnerschaft). V prosinci 2013 toto potvrdil ten samý soud v kauze Fréderic Hay vs. Crédit agricole mutuel (C-267/12), která se týkala Francouze žijícího v občanském paktu solidarity (Pacte civil de solidarité). Ten se na rozdíl od německého registrovaného životního partnerství výrazně liší od institutu manželství. Každopádně v tom roce už Francie umožňovala párům stejného pohlaví uzavírat plnohodnotné manželství.

## Přístup jednotlivých členských zemí
Otevřeně homosexuální občané EU smějí otevřeně sloužit v armádě ve všech členských zemí, vyjma Kypru, který však tímto jedná v rozporu s právem EU, a kde se tento zákaz uplatňuje velmi ojediněle.
| LGBT práva v:                                                                            | Neregistrované soužití        | Registrované partnerství                                                            | Manželství                                                                              | Osvojení | Anti-diskriminační zákony                 | Zákony proti zločinům z nenávisti a projevům nenávisti |
| ---------------------------------------------------------------------------------------- | ----------------------------- | ----------------------------------------------------------------------------------- | --------------------------------------------------------------------------------------- | --- | ----------------------------------------- | ------------------------------------------------------ |
| Rakousko                                                                                 | (2003)                        | (Registrované partnerství od r. 2010)                                               | (Legální od 1. ledna 2019)                                                              | (2016) | Zakazuje veškerou anti-gay diskriminaci   | Ano [ 21 ]                                             |
| Belgie                                                                                   | Ne                            | (Statutární soužití od r. 2000)                                                     | (2003)                                                                                  | (2006) | Zakazuje veškerou anti-gay diskriminaci   | Ano                                                    |
| Bulharsko                                                                                | Ne                            | Ne                                                                                  | (Ústavní zákaz)                                                                         | Ne | Ano [ 21 ]                                | Ne                                                     |
| Chorvatsko                                                                               | (2003)                        | (Životní partnerství od r. 2014)                                                    | (Ústavní zákaz)                                                                         | / (Poručenství partnera rodiče – institut blízký přiosvojení od r. 2014)                                     | (Zakazuje veškerou anti-gay diskriminaci) | Ano                                                    |
| Kypr                                                                                     | Ne                            | (Registrované soužití od r. 2015)                                                   | Ne                                                                                      | Ne | (Zakazuje veškerou anti-gay diskriminaci) | Ano [ 31 ]                                             |
| Česko                                                                                    | (2001)                        | (Registrované partnerství od r. 2006)                                               | Ne                                                                                      | / (Přiosvojení dítěte partnera od r. 2025)                                                                   | (Zakazuje veškerou anti-gay diskriminaci) | Ne                                                     |
| Dánsko                                                                                   | (1989) ·                      | (Registrované partnerství v letech 1989-2012; stávající partnerství stále uznávána) | (2012)                                                                                  | (2010) | (Zakazuje veškerou anti-gay diskriminaci) | Ano                                                    |
| Estonsko                                                                                 | Ne                            | (Prohlášení o soužití od r. 2016)                                                   | Ne                                                                                      | / (Přiosvojení dítěte partnera od r. 2016)                                                                   | (Zakazuje veškerou anti-gay diskriminaci) | Ano [ 21 ]                                             |
| Finsko                                                                                   | Ne                            | (Registrované partnerství od r. 2002)                                               | (Od r. 2017)                                                                            | (Od r. 2017)                                                                                                 | (Zakazuje veškerou anti-gay diskriminaci) | Ano [ 21 ]                                             |
| Francie                                                                                  | (1999)                        | (Občanský pakt solidarity od r. 1999)                                               | (2013)                                                                                  | (2013) | (Zakazuje veškerou anti-gay diskriminaci) | Ano                                                    |
| Německo                                                                                  | Ne                            | (Registrované životní partnerství od r. 2001)                                       | (od 1. října 2017)                                                                      | (od 1. října 2017)                                                                                           | / Částečně zakazuje anti-gay diskriminaci | Ne                                                     |
| Řecko                                                                                    | Ne                            | (Registrované partnerství od r. 2015)                                               | Ne                                                                                      | Ne | (Zakazuje veškerou anti-gay diskriminaci) | Ano                                                    |
| Maďarsko                                                                                 | (1996)                        | (Registrované partnerství od r. 2009)                                               | (Navrženo) · (Ústavní zákaz)                                                            | (Navrženo)                                                                                                   | (Zakazuje veškerou anti-gay diskriminaci) | Ano [ 21 ]                                             |
| Irsko                                                                                    | (Since 2011)                  | (Registrované partnerství v letech 2011-2015, stávající partnerství stále uznávána) | (2015)                                                                                  | (Od r. 2015)                                                                                                 | (Zakazuje veškerou anti-gay diskriminaci) | Ano                                                    |
| Itálie                                                                                   | (2016)                        | (Registrované partnerství od r. 2016)                                               | (Navrženo)                                                                              | / (Přiosvojení dítěte partnera potvrzené Nejvyšším správním soudem)                                          | / Částečně zakazuje anti-gay diskriminaci | Ne                                                     |
| Lotyšsko                                                                                 | Ne                            | Ne                                                                                  | (Ústavní zákaz)                                                                         | Ne | / Částečně zakazuje anti-gay diskriminaci | Ne                                                     |
| Litva                                                                                    | Ne                            | Ne                                                                                  | (Ústavní zákaz)                                                                         | Ne | (Zakazuje veškerou anti-gay diskriminaci) | Ano [ 21 ]                                             |
| Lucembursko                                                                              | Ne                            | (Registrované partnerství od r. 2004)                                               | (2015)                                                                                  | (2015) | (Zakazuje veškerou anti-gay diskriminaci) | Ano [ 62 ]                                             |
| Malta                                                                                    | Ne                            | (Registrované partnerství od r. 2014)                                               | (Legální od r. 2017)                                                                    | (2014) | (Zakazuje veškerou anti-gay diskriminaci) | Ano [ 21 ]                                             |
| Nizozemsko                                                                               | (1979)                        | (Registerované partnerství od r. 1998)                                              | (2001)                                                                                  | Ano | (Zakazuje veškerou anti-gay diskriminaci) | Ano                                                    |
| Polsko                                                                                   | Ne                            | Ne                                                                                  | Ne [ 69 ]                                                                               | Ne | / Částečně zakazuje anti-gay diskriminaci | Ne                                                     |
| Portugalsko                                                                              | (2001)                        | Ano                                                                                 | (2010)                                                                                  | (2016) | (Zakazuje veškerou anti-gay diskriminaci) | Ano                                                    |
| Rumunsko                                                                                 | Ne                            | Ne                                                                                  | Ne                                                                                      | Ne | (Zakazuje veškerou anti-gay diskriminaci) | Ano                                                    |
| Slovensko                                                                                | Ne                            | Ne                                                                                  | (Ústavní zákaz)                                                                         | Ne | (Zakazuje veškerou anti-gay diskriminaci) | Ano [ 73 ]                                             |
| Slovinsko                                                                                | Ne                            | (Registrované partnertví od r. 2006)                                                | Ne                                                                                      | / (Přiosvojení dítěte partnera od r. 2011)                                                                   | (Zakazuje veškerou anti-gay diskriminaci) | Ano [ 21 ]                                             |
| Španělsko                                                                                | (1995)                        | /(V 16 ze 17 regionů a obou autonomních městech)                                    | (2005)                                                                                  | Ano | (Zakazuje veškerou anti-gay diskriminaci) | Ano                                                    |
| Švédsko                                                                                  | (1988)                        | (Registrované partnerství v letech 1995-2009; stávající partnerství stále uznávána) | (2009)                                                                                  | (2002) | (Zakazuje veškerou anti-gay diskriminaci) | Ano                                                    |
| Spojené království (včetně Zámořských území Spojeného království a Gibraltaru Gibraltar) | (Pouze ve Skotsku od r. 2006) | (Registrované partnerství od r. 2005; na Gibraltaru od r. 2014)                     | (Od r. 2014 v Anglii a Walesu a ve Skotsku) · Ne (Severní Irsko) · Navrženo (Gibraltar) | (Od r. 2005 v Anglii a Walesu, od r. 2009 ve Skotsku,od r. 2013 v Severním Irsku a od r. 2014 na Gibraltaru) | (Zakazuje veškerou anti-gay diskriminaci) | Ano                                                    |

Z důvodu Kyperského sporu, kdy je Severní Kypr mimo kontrolu mezinárodně uznané Kyperské republiky, je závaznost práva EU prakticky omezená pouze na část ostrova nespravovanou Tureckou republikou.
| LGBT práva v: | Registrované partnerství | Manželství | Osvojení | Anti-diskriminační zákony                 | Zákony proti zločinům z nenávisti a projevům nenávisti |
| ------------- | ------------------------ | ---------- | -------- | ----------------------------------------- | ------------------------------------------------------ |
| Severní Kypr  | Ne                       | Ne         | Ne       | (Zakazuje veškerou anti-gay diskriminaci) | Ano                                                    |

## Veřejné mínění
Níže je uvedená část respondentů podle zemí, kteří souhlasí s následujícími postoji. Jedná se o zvláštní Eurobarometrické šetření uskutečněné v r. 2015 na téma diskriminace. Poslední kolonka se týká změny veřejného mínění k otázce, zda by měla být stejnopohlavní manželství legalizována napříč celou Evropou".
| Členský stát       | "Gayové a lesby by měli mít stejná práva jako heterosexuálové" | "Na intimnostech mezi osobami stejného pohlaví není nic špatného" | "Stejnopohlavní manželství by mělo být legalizované napříč celou Evropou" | Změna od r. 2006 |
| ------------------ | -------------------------------------------------------------- | ----------------------------------------------------------------- | ------------------------------------------------------------------------- | ---------------- |
| Evropská unie      | 71%                                                            | 67%                                                               | 61%                                                                       | +17              |
| Rakousko           | 70%                                                            | 67%                                                               | 62%                                                                       | +13              |
| Belgie             | 81%                                                            | 82%                                                               | 77%                                                                       | +15              |
| Bulharsko          | 51%                                                            | 27%                                                               | 17%                                                                       | +2               |
| Chorvatsko         | 48%                                                            | 39%                                                               | 37%                                                                       | n/a              |
| Kypr               | 62%                                                            | 40%                                                               | 37%                                                                       | +23              |
| Česko              | 62%                                                            | 60%                                                               | 57%                                                                       | +5               |
| Dánsko             | 90%                                                            | 88%                                                               | 87%                                                                       | +18              |
| Estonsko           | 44%                                                            | 40%                                                               | 31%                                                                       | +10              |
| Finsko             | 74%                                                            | 71%                                                               | 66%                                                                       | +21              |
| Francie            | 81%                                                            | 83%                                                               | 71%                                                                       | +23              |
| Německo            | 70%                                                            | 74%                                                               | 66%                                                                       | +14              |
| Řecko              | 62%                                                            | 42%                                                               | 33%                                                                       | +18              |
| Maďarsko           | 49%                                                            | 44%                                                               | 39%                                                                       | +21              |
| Irsko              | 87%                                                            | 82%                                                               | 80%                                                                       | +39              |
| Itálie             | 72%                                                            | 61%                                                               | 55%                                                                       | +24              |
| Lotyšsko           | 42%                                                            | 23%                                                               | 19%                                                                       | +7               |
| Litva              | 44%                                                            | 30%                                                               | 24%                                                                       | +7               |
| Lucembursko        | 75%                                                            | 80%                                                               | 75%                                                                       | +17              |
| Malta              | 77%                                                            | 71%                                                               | 65%                                                                       | +47              |
| Nizozemsko         | 96%                                                            | 91%                                                               | 91%                                                                       | +9               |
| Polsko             | 37%                                                            | 37%                                                               | 28%                                                                       | +11              |
| Portugalsko        | 71%                                                            | 59%                                                               | 61%                                                                       | +32              |
| Rumunsko           | 36%                                                            | 24%                                                               | 21%                                                                       | +10              |
| Slovensko          | 36%                                                            | 33%                                                               | 24%                                                                       | +5               |
| Slovinsko          | 54%                                                            | 55%                                                               | 54%                                                                       | +23              |
| Španělsko          | 90%                                                            | 87%                                                               | 84%                                                                       | +28              |
| Švédsko            | 95%                                                            | 93%                                                               | 90%                                                                       | +19              |
| Spojené království | 84%                                                            | 75%                                                               | 71%                                                                       | +25              |